# Larciano
Larciano település Olaszországban, Toszkána régióban, Pistoia megyében. Lakosainak száma 6301 fő (2023. január 1.). Larciano Cerreto Guidi, Lamporecchio, Ponte Buggianese, Serravalle Pistoiese, Fucecchio és Monsummano Terme községekkel határos.

## Népesség
A település lakossága az elmúlt években az alábbi módon változott:
| Lakosok száma | 6366 | 6307 | 6301 |
|               | 2017 | 2018 | 2023 |